# Cubocephalus septentrionalis
Cubocephalus septentrionalis är en stekelart som först beskrevs av Per Abraham Roman 1909.  Cubocephalus septentrionalis ingår i släktet Cubocephalus och familjen brokparasitsteklar. Arten är reproducerande i Sverige. Inga underarter finns listade i Catalogue of Life.